# Daelwijck (buitenhuis)
Daelwyck (ook wel Daelwijck, Daalwijk, Daelwijk of sinds 2009 De Parel van Zuilen) is een buitenplaats aan de rivier de Vecht in de Nederlandse gemeente Utrecht. Daelwijck is erkend als gemeentelijk monument.

## Geschiedenis
Daelwyck dateert qua bouwstijl uit 1830 maar bevat sporen van de 17e eeuw. Het heeft een entreepoort aan de Burgemeester Norbruislaan met een naamsteen van omstreeks 1620. De abdij Mariëndaal, waaraan het huis zijn naam ontleent, was al na de Reformatie opgeheven. Het oudste archiefdocument dateert van 1657 en bevindt zich in Het Utrechts Archief.
In 1911 verrees een borstelfabriek naast het huis op de locatie van de aardewerkindustrie die zich hier al enkele eeuwen bevond. De gemeente Zuilen kocht het huis in 1929 om er het gemeentehuis te vestigen; die functie bleef tot de gemeente in 1954 werd opgeheven. De industrie verdween gaandeweg definitief van het terrein. Rond 1983 was er het hoofdbureau van de Bescherming Bevolking gehuisvest. In 1985 gaat het huis naar een beveiligingsbedrijf, en in 1996 vestigde zich er het hotel-restaurant "Het Vechtse Park". In 2009 is het in eigendom overgegaan naar nieuwe eigenaren en draagt het bedrijf de naam 'De Parel van Zuilen'.

## Springertuin
De tuin is in 1911 ontworpen door Leonard Springer en bevat een kunstwerk van Nic Jonk uit 1968 getiteld Moeder en Kind. In 2009 heeft de Stichting Zuilen en Vecht onder begeleiding van Deltavormgroep het restauratieplan voor de Springertuin opgesteld en heeft de gemeente Utrecht de werkzaamheden laten uitvoeren door de firma Scherrenberg.